# Parti de la coalition d'Estonie
Le Parti de la coalition d'Estonie (en estonien : Eesti Koonderakond, abrégé Koon ou KE) est un parti politique estonien de centre droit social-libéral fondé en 1991 et dissous en 2002.
Il est au pouvoir, en coalition avec le Parti populaire paysan d'Estonie (EME) entre 1995 et 1999.

## Résultats électoraux
| Année | %      | Mandats  | Rang | Gouvernement                                            |
| ----- | ------ | -------- | ---- | ------------------------------------------------------- |
| 1992  | 13,6 % | 8 / 101  | 2e   | Opposition                                              |
| 1995  | 32,2 % | 18 / 101 | 1er  | Vähi II (1995) ; Vähi III (1995-97) ; Siimann (1997-99) |
| 1999  | 7,6 %  | 7 / 101  | 5e   | Opposition                                              |